# Historicita (filozofie)
Historicitou ve filozofii a sociologii je nazýváno to, že společnost působí sama na sebe a vyvíjí se v konkrétním čase a místě do specifických podob, podmíněných minulým vývojem. Historicita je závislá na způsobu poznávání, kterým lidé získávají představu o společnosti, na způsobu a předmětech akumulace v konkrétní společnosti (např. kapitál či znalosti) a na způsobu, jak lidé přistupují ke kreativitě (tzv. kulturní model). Historicitu v tomto smyslu je potřeba odlišit od historicity jako faktické pravdivosti historického pramene.
Průmyslová společnost je organizována na bázi akumulace kapitálu. Kulturní vzorce průmyslové společnosti poskytují stále větší prostor kreativitě - způsob organizace ekonomiky (např. organizace práce) závisí na lidech samotných a musí být neustále inovován. Lidé si postupně uvědomují, že kreativitu lze využít ve všech oblastech sociálního života. Předpokladem materiální výroby v postindustriální společnosti je akumulace vědění. Inovace je nezbytným aspektem - společnost jako celek je orientována na změnu. Historicita průmyslové společnosti je výraznější než historicita předchozích typů společností.